# Yuji Miyahara
Yuji Miyahara (宮原 裕司 Miyahara Yūji?, nacido el 19 de julio de 1980 en Kitakyushu, Fukuoka) es un exfutbolista japonés. Jugaba de centrocampista y su último club fue el Avispa Fukuoka de Japón.

## Trayectoria

### Clubes
| Club                 | País  | Año         |
| -------------------- | ----- | ----------- |
| Nagoya Grampus Eight | Japón | 1999 - 2002 |
| Avispa Fukuoka       | Japón | 2002 - 2004 |
| Sagan Tosu           | Japón | 2005 - 2007 |
| Cerezo Osaka         | Japón | 2005 - 2006 |
| Ehime FC             | Japón | 2007 - 2008 |
| Avispa Fukuoka       | Japón | 2009        |

## Palmarés

### Títulos nacionales
| Título             | Club                 | País  | Año  |
| ------------------ | -------------------- | ----- | ---- |
| Copa del Emperador | Nagoya Grampus Eight | Japón | 1999 |